# Scyphax
Scyphax är ett släkte av kräftdjur. Scyphax ingår i familjen Scyphacidae.
Kladogram enligt Catalogue of Life:
| Scyphax | \| \| Scyphax crescentia \| \| \| \| \| \| Scyphax intermedius \| \| \| \| \| \| Scyphax nipponensis \| \| \| \| \| \| Scyphax ornatus \| \| \| \| \| \| Scyphax setiger \| \| \| \| |
|         | \| \| Scyphax crescentia \| \| \| \| \| \| Scyphax intermedius \| \| \| \| \| \| Scyphax nipponensis \| \| \| \| \| \| Scyphax ornatus \| \| \| \| \| \| Scyphax setiger \| \| \| \| |
|         | Haloniscus |
|         | |
|         | Marioniscus |
|         | |
|         | Quelpartoniscus |
|         | |
|         | Scyphacella |
|         | |
|         | Scyphoniscus |
|         | |
|         | Scyphax crescentia |
|         | |
|         | Scyphax intermedius |
|         | |
|         | Scyphax nipponensis |
|         | |
|         | Scyphax ornatus |
|         | |
|         | Scyphax setiger |
|         | |

|  | Scyphax crescentia  |
|  |                     |
|  | Scyphax intermedius |
|  |                     |
|  | Scyphax nipponensis |
|  |                     |
|  | Scyphax ornatus     |
|  |                     |
|  | Scyphax setiger     |
|  |                     |